# Клуб телячьей головы

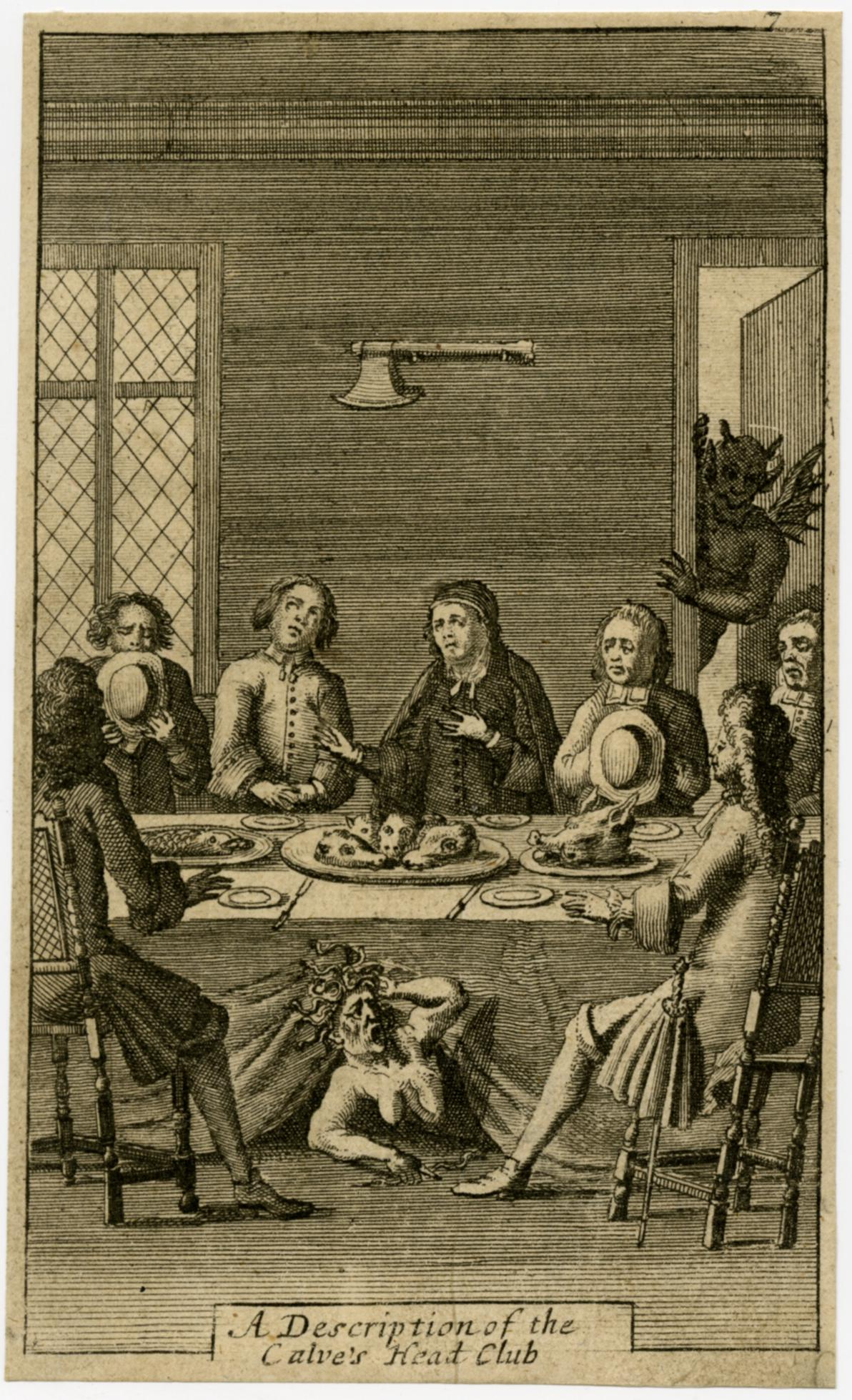
Иллюстрация из книги 1707 года «Тайная история Клуба телячьей головы». Под столом аллегорически изображена зависть, а в двери входит дьявол.

«Клуб телячьей головы» — общество, созданное пуританами в первую годовщину казни Карла I в 1650 году для того, чтобы насмехаться над памятью короля. 
Заседания клуба происходили ежегодно в одной из лондонских таверн, в зале, где под потолком висел топор. На стол подавались телячьи головы, внутри одной из которых была треска, символизировавшая особу короля и его приближённых, а внутри другой — щука, под которой имелась в виду королевская тирания. После трапезы члены клуба пели гимн и пили вино из черепа телёнка, который передавали по кругу. При этом звучал тост «За достославных патриотов, убивших тирана».
После Реставрации Стюартов в 1660 году клуб собирался тайно. Он просуществовал до 1734 года.